# Il braccio e la mente (programma televisivo 2012)
Il braccio e la mente è stato un programma televisivo italiano a premi andato in onda dal 7 maggio al 13 luglio 2012 nella fascia preserale di Canale 5, con la conduzione di Flavio Insinna. La registrazione avveniva nello studio 1 del Centro Titanus Elios a Roma.
Il programma è basato sul format Body and Brain distribuito da Red Arrow International.

## Edizioni
| Edizione | Conduzione     | Inizio        | Fine           | Sede                                      | Puntate |
| -------- | -------------- | ------------- | -------------- | ----------------------------------------- | ------- |
| 1        | Flavio Insinna | 7 maggio 2012 | 13 luglio 2012 | Studio 1 del Centro Titanus Elios in Roma | 54      |

## Il programma
Il programma, scritto da Lucio Wilson, Carmelo La Rocca, Giuseppe Scarpa, Pietro Gorini e Nicola De Feo, prevede ad ogni puntata la presenza di due concorrenti che non si conoscono e che nel corso del programma devono sottoporsi a varie prove, in cui il tempo per rispondere alla "mente" viene determinato dal tempo di resistenza del "braccio".
- Accumulo (prova introdotta il 21 maggio 2012)
- 5 000 €
- 10 000 €
- 15 000 €
- 20 000 €
- 50 000 €
- Accumulo

### Prove
- La cornice: prova ad accumulo iniziale (introdotta nella puntata del 21 maggio 2012); il braccio doveva tenersi in equilibrio aggrappandosi ai lati di una cornice di legno che progressivamente si inclinava in avanti; nel frattempo, la mente doveva fornire al conduttore il "contrario" della parola da lui pronunciata. Per ogni contrario indovinato, il concorrente aggiungeva 200 € al montepremi, mentre per ogni "passo" od errore, venivano sottratti 200 €. La prova terminava quando il braccio perdeva l'equilibrio e cadeva dalla cornice;
- La panchina: il braccio doveva far stendere sulla propria schiena una valletta che quest'ultima usava come panchina resistendo il più possibile mentre la mente doveva rispondere ad un quesito;
- Non vedo l'ora: il braccio doveva resistere il più possibile appeso ad una lancetta che si muoveva verso il basso e la mente doveva rispondere ad un quesito fino a quando il braccio non sarebbe ceduto;
- Non ti buttare giù: il braccio doveva camminare sopra una barra orizzontale e restare in equilibrio il più possibile, avanzando quando il pirata che sta dietro di lui avanzava e la mente doveva rispondere ad un quesito fino a quando il braccio non sarebbe ceduto;
- La scala mobile: il braccio doveva camminare su di una scala mobile che scorreva in senso contrario alla sua marcia. Nel frattempo, la mente doveva rispondere alle domande del conduttore. La prova terminava quando la mente totalizzava il punteggio di risposte corrette richieste o quando il braccio veniva riportato a terra dalla scala mobile;
- Il muro: il braccio doveva costruire un muro con dei mattoni in avanti senza farli cadere mentre la mente doveva rispondere ad un quesito;
- Il peso della cultura: il braccio doveva tenere dritto il più possibile un librone che il conduttore aveva sganciato tagliando il filo con la forbice mentre la mente doveva rispondere al quesito fino a quando il braccio non sarebbe ceduto;
- Palloncini: il braccio doveva tenere bassi dei palloncini in modo da non farli volare mentre la mente doveva rispondere ad un quesito;
- La vibrazione giusta: il braccio su una pedana vibrante doveva tenere con le sue braccia due vassoi senza farli cadere, mentre la mente doveva rispondere ad una domanda;
- All'ultimo respiro: il braccio doveva usare tutta l'aria dei polmoni per far allungare una lingua di Menelik e la mente doveva rispondere ad un quesito fino a che il braccio non avesse finito l'aria dei polmoni per allungare la trombetta;
- Finché la vanga va: il braccio doveva riempire un secchiello bucato con della sabbia rallentando la caduta di un secchiello che se caduto sul pulsante determinava l'interruzione della prova mentre la mente doveva rispondere ad un quesito;
- Ping-phon: il braccio doveva far entrare una pallina sopra un phon acceso dentro degli anelli su una barra orizzontale rotante e la mente doveva rispondere ad un quesito fino a quando il braccio non faceva cadere la pallina;
- Tirati su: il braccio, seduto su di un'altalena, doveva tirare freneticamente la corda posta davanti a lui per sollevarsi dal terreno mentre una carrucola tentava di tirarlo giù; la mente rispondeva alle domande fino a quando raggiungeva il numero di risposte corrette od il braccio toccava a terra con i piedi;
- I bulloni: il braccio doveva avvitare ad un palo di metallo dei bulloni che, con velocità progressiva, gli venivano recapitati tramite un tappeto mobile. Nel frattempo, la mente doveva rispondere alle domande del conduttore. La prova termina quando la mente totalizzava il punteggio di risposte corrette richieste o quando il braccio faceva cadere a terra uno dei bulloni;
- Con i piedi e con le mani: prova ad accumulo finale; il braccio sdraiato a pancia in giù su una superficie mobile con inclinazione ad 1 cm al secondo doveva resistere fino a quando essa non si sollevava in maniera verticale; la mente doveva rispondere dicendo un sinonimo di ogni parola ove ad ogni risposta esatta si aggiungeva 2 000 € al montepremi mentre se passa o sbaglia si sottraeva 2 000 € al bottino. La prova si interrompeva quando il braccio cadeva dalla superficie.

In caso di superamento della prova, veniva aggiunta la cifra del montepremi di quella manche, in caso contrario non veniva aggiunto nulla e i ruoli tra braccio e mente venivano invertiti.
Al termine delle prove il braccio e la mente si scontravano in un duello nel quale il presentatore raccontava una storia basata sulla vita di un personaggio famoso dando degli indizi. Il concorrente che si prenotava per primo può dare la sua risposta: se era quella esatta accede al gioco finale, mentre in caso di errore tale opportunità veniva assegnata all'avversario.

### Prova finale
L'ultima prova si chiama Il vocabolario nel quale il finalista doveva dire cinque parole tratte dal vocabolario della lingua italiana comprese tra una parola iniziale e una parola finale in tre minuti per provare a vincere tutto il montepremi accumulato nella fase iniziale.
Se il concorrente, passati i tre minuti, non riusciva a trovare le parole mancanti, vedeva dimezzato il suo montepremi e aggiungersi una o più parole che gli mancavano al completamento della prova con due lettere d'aiuto ed un indizio dato dal conduttore e dalla "super mente" (il notaio della trasmissione), ove il giocatore doveva rispondere in trenta secondi. Se non indovinava le parole mancanti non avrebbe vinto nulla.

## Storia del programma
La storia di questa trasmissione è stata turbolenta a causa dei bassi ascolti e dei tentativi falliti di cambiamento al fine di invertire la curva Auditel.

### Modifiche al regolamento
Visti i bassi ascolti, il gioco fu più volte stravolto:
- A partire dal 21 maggio 2012, i due concorrenti di ciascuna puntata vengono selezionati tra quattro candidati che si sfidano in una gara ad eliminazione: il conduttore pone una domanda e il concorrente che si prenota per primo può dare la risposta. Qualora la risposta sia esatta, il concorrente può continuare a rispondere fino a quando non totalizza sette risposte corrette. Se ce la fa, si qualifica per la seconda fase, se sbaglia, gli altri concorrenti possono prenotarsi e rubare il diritto di risposta per le domande successive per determinare i due concorrenti ufficiali della puntata che concorreranno alla formazione del montepremi finale. Nella puntata dell'11 giugno 2012, questa prova è stata rimossa.
- A partire dalla puntata del 28 maggio 2012 il meccanismo della trasmissione viene stravolto: i due concorrenti della puntata si sfidano in una gara testa a testa. Per ciascuna prova, ciascun concorrente gareggia a turno col ruolo sia di braccio che di mente cercando di guadagnare una propria somma di denaro. Dopo la prova Con i piedi e con le mani, il concorrente che ha accumulato la somma più alta nel corso di quest'ultima (indipendentemente da quella ottenuta nelle prove precedenti) diventa il campione della puntata. La prova Il vocabolario è stata sostituita con il gioco del duello presente nella prima versione del programma, ma con una variante: il conduttore pone un solo indizio per indovinare il personaggio misterioso. Il concorrente ha dieci secondi per indovinare; se lo desidera può chiedere un ulteriore indizio pagando il 10% del montepremi finale. Se il concorrente indovina, vince la somma residua; se non indovina, non vince nulla.

### Il cambio dei registi
In questa unica edizione de Il braccio e la mente, Mediaset, per "provare" a far salire gli ascolti, liquidò Giorgio Romano (che ha diretto il programma dal 7 al 24 maggio 2012), e nella sala regia vi pose Roberto Cenci dal 25 maggio 2012 fino alla chiusura del programma (ovvero fino al 13 luglio 2012), ma prima di questi due registi c'era Sergio Colabona, che aveva realizzato la puntata zero del programma, salvo abbandonare il progetto prima della visione del filmato da parte dei vertici Mediaset, i quali hanno dato il via libera al programma vero e proprio.

### Il cambio di orario e di sigla
Nel corso delle puntate, la trasmissione subì dei cambiamenti, tra cui il cambio di regia, l'eliminazione della sigla ballata da Insinna in favore di una versione più breve, l'introduzione di nuove prove e l'anticipo di 15 minuti dell'orario di inizio, ovvero 18:30 invece che 18:45.

### La cancellazione del programma
Per via dei bassi ascolti riscossi nonostante le molteplici modifiche effettuate al programma, si decise di interromperne definitivamente la produzione, e al suo posto, dal 16 luglio 2012, venne trasmessa in replica l'ultima edizione de La ruota della fortuna, nella versione condotta da Enrico Papi, le cui repliche andavano in onda sotto forma di collage di due puntate (da 40 minuti l'una) per coprire lo spazio (di 75 minuti circa) del preserale. Il braccio e la mente fu inoltre l’ultimo game show estivo di Canale 5, in quanto la rete negli anni successivi accantona l’idea di realizzare un preserale estivo (anche per motivi di budget) lasciando spazio o a repliche o a edizioni estive di programmi andati in onda nella stagione appena trascorsa (ad esempio Caduta libera con Gerry Scotti, venne promossa nella prima parte della stagione estiva 2016, 2023 e nel 2019 col titolo Caduta libera Splash e Avanti un altro! con Paolo Bonolis).

## Ascolti
| Puntata | Data           | Telespettatori | share  |
| ------- | -------------- | -------------- | ------ |
| 1       | 7 maggio 2012  | 2 839 000      | 16,20% |
| 2       | 8 maggio 2012  | 2 591 000      | 15,92% |
| 3       | 9 maggio 2012  | 2 315 000      | 14,83% |
| 4       | 10 maggio 2012 | 1 938 000      | 12,88% |
| 5       | 11 maggio 2012 | 1 982 000      | 13,30% |
| 6       | 12 maggio 2012 | 1 670 000      | 11,99% |
| 7       | 14 maggio 2012 | 2 547 000      | 14,77% |
| 8       | 15 maggio 2012 | 2 152 000      | 13,25% |
| 9       | 16 maggio 2012 | 2 194 000      | 12,59% |
| 10      | 17 maggio 2012 | 2 150 000      | 13,34% |
| 11      | 18 maggio 2012 | 1 981 000      | 12,62% |
| 12      | 19 maggio 2012 | 1 866 000      | 12,70% |
| 13      | 21 maggio 2012 | 2 482 000      | 13,29% |
| 14      | 22 maggio 2012 | 2 100 000      | 11,78% |
| 15      | 23 maggio 2012 | 2 147 000      | 12,52% |
| 16      | 24 maggio 2012 | 1 921 000      | 12,28% |
| 17      | 25 maggio 2012 | 2 106 000      | 13,77% |
| 18      | 26 maggio 2012 | 1 963 000      | 13,44% |
| 19      | 28 maggio 2012 | 2 237 000      | 13,46% |
| 20      | 29 maggio 2012 | 1 736 000      | 10,61% |
| 21      | 30 maggio 2012 | 1 909 000      | 12,12% |
| 22      | 31 maggio 2012 | 2 114 000      | 13,41% |
| 23      | 1º giugno 2012 | 1 777 000      | 12,45% |
| 24      | 2 giugno 2012  | 1 773 000      | 12,77% |
| 25      | 4 giugno 2012  | 2 262 000      | 13,67% |
| 26      | 5 giugno 2012  | 1 911 000      | 12,81% |
| 27      | 6 giugno 2012  | 1 911 000      | 12,94% |
| 28      | 7 giugno 2012  | 2 012 000      | 13,56% |
| 29      | 8 giugno 2012  | 2 338 000      | 15,05% |
| 30      | 11 giugno 2012 | 1 989 000      | 11,84% |
| 31      | 12 giugno 2012 | 2 113 000      | 13,16% |
| 32      | 13 giugno 2012 | 1 834 000      | 11,69% |
| 33      | 15 giugno 2012 | 1 795 000      | 12,94% |
| 34      | 16 giugno 2012 | 1 420 000      | 11,77% |
| 35      | 18 giugno 2012 | 1 527 000      | 10,84% |
| 36      | 19 giugno 2012 | 1 471 000      | 10,70% |
| 37      | 20 giugno 2012 | 1 839 000      | 11,62% |
| 38      | 21 giugno 2012 | 1 606 000      | 12,20% |
| 39      | 22 giugno 2012 | 1 458 000      | 11,85% |
| 40      | 25 giugno 2012 | 1 406 000      | 10,83% |
| 41      | 26 giugno 2012 | 1 433 000      | 11,32% |
| 42      | 27 giugno 2012 | 1 498 000      | 11,32% |
| 43      | 28 giugno 2012 | 1 626 000      | 12,69% |
| 44      | 29 giugno 2012 | 1 246 000      | 10,26% |
| 45      | 2 luglio 2012  | 1 677 000      | 12,51% |
| 46      | 3 luglio 2012  | 1 250 000      | 10,75% |
| 47      | 4 luglio 2012  | 1 279 000      | 10,05% |
| 48      | 5 luglio 2012  | 1 395 000      | 11,32% |
| 49      | 6 luglio 2012  | 1 278 000      | 10,45% |
| 50      | 9 luglio 2012  | 1 045 000      | 08,77% |
| 51      | 10 luglio 2012 | 1 112 000      | 09,08% |
| 52      | 11 luglio 2012 | 1 209 000      | 10,29% |
| 53      | 12 luglio 2012 | 1 237 000      | 10,19% |
| 54      | 13 luglio 2012 | 1 209 000      | 10,35% |
| Media   | Media          | 1 813 000      | 12,28% |